# Petráveč
Petráveč (deutsch Petrowitz, auch Petrawetz, Petersdorf) ist eine Gemeinde in Tschechien. Sie liegt drei Kilometer südöstlich von Velké Meziříčí und gehört zum Okres Žďár nad Sázavou.

## Geographie
Petráveč befindet sich im Krischanauer Bergland (Křižanovská vrchovina) im Süden der Böhmisch-Mährischen Höhe. Das Dorf liegt linksseitig über dem Tal Nesměřské údolí der Oslava am Hügel Čihadlo (507 m). Östlich befindet sich das Waldgebiet Obora (Petrowitzer Gehege). Im Westen erhebt sich der Nesměř (493 m). Nordöstlich führt die Autobahn D 1 vorbei.
Nachbarorte sind Děkanův Dvůr, Domky und Dolní Radslavice im Norden, Březejc im Nordosten, Jabloňov im Osten, Dolní Heřmanice, Eliášova Myslivna und Studnice im Süden, Nesměř und Rohy im Südwesten, Osové im Westen sowie Oslavice und Velké Meziříčí im Nordwesten.

## Geschichte
Die erste urkundliche Erwähnung des wüsten Dorfes Malá Lhota erfolgte 1456 im Zuge eines Besitzstreits zwischen dem Meziříčer Pfarrer Beneš und der Herrschaft Meziříčí. Auf den Fluren von Malá Lhota entstand im 17. Jahrhundert wieder ein Dorf, das dem Dekanatshof Dubov untertänig war und seit 1641 mit dem neuen Namen Petrova Ves (Petersdorf) nachweislich ist. Später wurde es als Petrovice und Petraves bezeichnet. Zwischen 1657 und 1678 war Petrovice Teil der Herrschaft Velké Meziříčí, danach kehrte es zu den Gütern des Dekanatshofes Velké Meziříčí zurück. Im 18. Jahrhundert begann am Hügel Kaliště der Eisenerzbergbau. Östlich des Dorfes lag das Gehege des Schlosses Velké Meziříčí. Auf einem Wandbild im Schloss Velké Meziříčí wird eine Feier im Petrowitzer Gehege dargestellt.
Nach der Aufhebung der Patrimonialherrschaften bildete Petrovice ab 1850 einen Ortsteil der Gemeinde Dolní Heřmanice in der Bezirkshauptmannschaft Velké Meziříčí. 1882 entstand die Gemeinde Petrovice. Seit 1920 trägt der Ort den Namen Petráveč. Zu Beginn des Jahres 1961 wurde die Gemeinde dem Okres Žďár nad Sázavou zugeordnet. Petráveč wurde 1980 nach Velké Meziříčí eingemeindet. Seit 1992 besteht die Gemeinde wieder.

## Gemeindegliederung
Für die Gemeinde Petráveč sind keine Ortsteile ausgewiesen. Zu Petráveč gehören die Ansiedlung Domky und die Einschicht Děkanův Dvůr (Dekanatshof). Grundsiedlungseinheiten sind Domky und Petráveč.

## Sehenswürdigkeiten
- Loupežnický most, auch Vysoký most, die steinerne Brücke über den Bach Vodra an der alten Kaiserstraße von Prag nach Wien wurde 1593 durch Antonín Vlach errichtet
- Tal Nesměřské údolí der Oslava
- Kapelle der hl. Jungfrau, errichtet 1914 an Stelle eine Glockenturmes
- steinernes Kreuz aus dem Jahre 1904, oberhalb der Kapelle
- steinernes Kreuz, errichtet 1899, am Wegekreuz vor dem Gehege
- Sühnestein an der Straße nach Velké Meziříčí
- Reste der Burg Templštejn (Tempelstein), südlich des Dorfes über der Einmündung eines Baches in die Oslava bei der Eliášova Myslivna (Forsthaus Elias).